# Antona striata
Antona striata är en fjärilsart som beskrevs av Max Wilhelm Karl Draudt 1918. Antona striata ingår i släktet Antona och familjen björnspinnare. Inga underarter finns listade i Catalogue of Life.